# Madeline Juno/Diskografie
Diese Diskografie ist eine Übersicht über die musikalischen Werke der deutschen Singer-Songwriterin Madeline Juno. Ihre erfolgreichste Veröffentlichung ist das zweite Studioalbum Salvation, das sich gleichzeitig in Deutschland, Österreich und der Schweiz in den Albumcharts platzieren konnte.

## Alben

### Studioalben
| Jahr | Titel Musiklabel                                             | Höchstplatzierung, Gesamtwochen, AuszeichnungChartplatzierungen (Jahr, Titel, Musiklabel, Platzierungen, Wochen, Auszeichnungen, Anmerkungen, Frontcover) | Höchstplatzierung, Gesamtwochen, AuszeichnungChartplatzierungen (Jahr, Titel, Musiklabel, Platzierungen, Wochen, Auszeichnungen, Anmerkungen, Frontcover) | Höchstplatzierung, Gesamtwochen, AuszeichnungChartplatzierungen (Jahr, Titel, Musiklabel, Platzierungen, Wochen, Auszeichnungen, Anmerkungen, Frontcover) | Anmerkungen                             | Frontcover |
| Jahr | Titel Musiklabel                                             | DE | AT | CH | Anmerkungen                             | Frontcover |
| ---- | ------------------------------------------------------------ | --- | --- | --- | --------------------------------------- | ---------- |
| 2014 | The Unknown Island Records • Polydor (UMG)                   | DE24 (3 Wo.)DE | — | CH45 (1 Wo.)CH | Erstveröffentlichung: 7. März 2014      |            |
| 2016 | Salvation Embassy of Music (Tonpool)                         | DE35 (1 Wo.)DE | AT70 (1 Wo.)AT | CH70 (1 Wo.)CH | Erstveröffentlichung: 26. Februar 2016  |            |
| 2017 | DNA Embassy of Music (Tonpool)                               | DE58 (1 Wo.)DE | — | — | Erstveröffentlichung: 8. September 2017 |            |
| 2019 | Was bleibt Embassy of Music (WMG)                            | DE25 (1 Wo.)DE | — | — | Erstveröffentlichung: 6. September 2019 |            |
| 2022 | Besser kann ich es nicht erklären Embassy of Music (Tonpool) | DE6 (2 Wo.)DE | — | — | Erstveröffentlichung: 14. Januar 2022   |            |
| 2024 | Nur zu Besuch Embassy of Music (Tonpool)                     | DE6 (1 Wo.)DE | — | — | Erstveröffentlichung: 26. Januar 2024   |            |
| 2025 | Anomalie, Pt. 1 Embassy of Music (Tonpool)                   | DE8 (1 Wo.)DE | — | — | Erstveröffentlichung: 13. Juni 2025     |            |

### EPs
| Jahr | Titel Musiklabel                                     | Anmerkungen | Frontcover |
| ---- | ---------------------------------------------------- | --- | ---------- |
| 2016 | Waldbrand Embassy of Music (BMG • Sony • Emmas Park) | Erstveröffentlichung: 30. September 2016                                                                          |            |
| 2019 | Was bleibt (Akustik EP) Embassy of Music (WMG)       | Erstveröffentlichung: 6. September 2019 Verkäufe werden Was bleibt hinzuaddiert auch Teil der Was bleibt (Fanbox) |            |
| 2021 | Bevor ich dich vergesse Embassy of Music (EoM)       | Erstveröffentlichung: 9. April 2021                                                                               |            |
| 2021 | She Inspired Me Embassy of Music (EoM)               | Erstveröffentlichung: 17. Juni 2021                                                                               |            |

## Singles

### Als Leadmusikerin
| Jahr | Titel Album                                                                  | Höchstplatzierung, Gesamtwochen, AuszeichnungChartplatzierungen (Jahr, Titel, Album, Platzierungen, Wochen, Auszeichnungen, Anmerkungen, Frontcover) | Höchstplatzierung, Gesamtwochen, AuszeichnungChartplatzierungen (Jahr, Titel, Album, Platzierungen, Wochen, Auszeichnungen, Anmerkungen, Frontcover) | Höchstplatzierung, Gesamtwochen, AuszeichnungChartplatzierungen (Jahr, Titel, Album, Platzierungen, Wochen, Auszeichnungen, Anmerkungen, Frontcover) | Anmerkungen                                                | Frontcover |
| Jahr | Titel Album                                                                  | DE | AT | CH | Anmerkungen                                                | Frontcover |
| ---- | ---------------------------------------------------------------------------- | --- | --- | --- | ---------------------------------------------------------- | ---------- |
| 2013 | Error The Unknown                                                            | DE50 (6 Wo.)DE | — | — | Erstveröffentlichung: 1. November 2013                     |            |
| 2014 | Like Lovers Do The Unknown                                                   | DE96 (2 Wo.)DE | — | — | Erstveröffentlichung: 28. Februar 2014                     |            |
| 2016 | Stupid Girl Salvation                                                        | — | — | — | Erstveröffentlichung: 12. Februar 2016                     |            |
| 2016 | You Know What? Salvation                                                     | — | — | — | Erstveröffentlichung: 3. Juni 2016                         |            |
| 2016 | Waldbrand Waldbrand EP                                                       | — | — | — | Erstveröffentlichung: 30. September 2016                   |            |
| 2017 | Für immer Wendy – Das Musikalbum zum Kinofilm                                | — | — | — | Erstveröffentlichung: 20. Januar 2017                      |            |
| 2017 | Still DNA                                                                    | — | — | — | Erstveröffentlichung: 5. Mai 2017                          |            |
| 2017 | Gift DNA                                                                     | — | — | — | Erstveröffentlichung: 28. Juli 2017                        |            |
| 2017 | Halt mich fest DNA                                                           | — | — | — | Erstveröffentlichung: 25. August 2017                      |            |
| 2018 | Schatten ohne Licht DNA                                                      | — | — | — | Erstveröffentlichung: 13. April 2018                       |            |
| 2018 | Borderline Was bleibt                                                        | — | — | — | Erstveröffentlichung: 15. Juni 2018                        |            |
| 2019 | Gib doch nach Was bleibt                                                     | — | — | — | Erstveröffentlichung: 12. April 2019                       |            |
| 2019 | Automatisch Was bleibt                                                       | — | — | — | Erstveröffentlichung: 31. Mai 2019                         |            |
| 2019 | Grund genug Was bleibt                                                       | — | — | — | Erstveröffentlichung: 26. Juli 2019                        |            |
| 2020 | Obsolet Besser kann ich es nicht erklären • Bevor ich dich vergesse EP       | — | — | — | Erstveröffentlichung: 21. August 2020                      |            |
| 2020 | Über Dich Besser kann ich es nicht erklären • Bevor ich dich vergesse EP     | — | — | — | Erstveröffentlichung: 18. November 2020                    |            |
| 2021 | Lass mich los Besser kann ich es nicht erklären • Bevor ich dich vergesse EP | — | — | — | Erstveröffentlichung: 12. Februar 2021                     |            |
| 2021 | Tu was du willst Besser kann ich es nicht erklären • She Inspired Me EP      | — | — | — | Erstveröffentlichung: 2. Juni 2021                         |            |
| 2021 | Sommer, Sonne, Depression Besser kann ich es nicht erklären                  | — | — | — | Erstveröffentlichung: 30. Juli 2021                        |            |
| 2021 | Nur kurz glücklich Besser kann ich es nicht erklären                         | DE— aDE | — | — | Erstveröffentlichung: 15. Oktober 2021 feat. Max Giesinger |            |
| 2021 | November (Akustik) Besser kann ich es nicht erklären (Deluxe Edition)        | — | — | — | Erstveröffentlichung: 28. November 2021 feat. Esther Graf  |            |
| 2021 | Last Christmas So klingt Weihnachten (Sampler)                               | — | — | — | Erstveröffentlichung: 6. Dezember 2021 Original: Wham!     |            |
| 2022 | Normal fühlen (Akustik) Besser kann ich es nicht erklären (Deluxe Edition)   | — | — | — | Erstveröffentlichung: 8. Juli 2022 feat. Alex Lys          |            |
| 2023 | Ich sterbe zuerst Nur zu Besuch                                              | — | — | — | Erstveröffentlichung: 31. März 2023                        |            |
| 2023 | Murphy’s Law auch bekannt als: Du tust mir nicht gut:/ Nur zu Besuch         | DE— bDE | — | — | Erstveröffentlichung: 26. Mai 2023                         |            |
| 2023 | Lovesong Nur zu Besuch                                                       | — | — | — | Erstveröffentlichung: 28. Juli 2023                        |            |
| 2023 | Gewissenlos Nur zu Besuch                                                    | — | — | — | Erstveröffentlichung: 22. September 2023                   |            |
| 2023 | Versprich mir du gehst Nur zu Besuch                                         | DE99 (1 Wo.)DE | — | — | Erstveröffentlichung: 17. November 2023 feat. 1986zig      |            |
| 2023 | Nur zu Besuch                                                                | — | — | — | Erstveröffentlichung: 15. Dezember 2023                    |            |
| 2024 | Nicht ich Nur zu Besuch                                                      | — | — | — | Erstveröffentlichung: 12. Januar 2024                      |            |
| 2024 | Was zu verlieren Nur zu Besuch                                               | — | — | — | Erstveröffentlichung: 16. Februar 2024                     |            |
| 2025 | Reservetank Anomalie, Pt. 1                                                  | — | — | — | Erstveröffentlichung: 24. Januar 2025                      |            |
| 2025 | Anomalie Anomalie, Pt. 1                                                     | — | — | — | Erstveröffentlichung: 14. Februar 2025                     |            |
| 2025 | Hab ich dir je gesagt… Anomalie, Pt. 1                                       | — | — | — | Erstveröffentlichung: 4. April 2025                        |            |
| 2025 | Fuck Marry Kill Anomalie, Pt. 1                                              | — | — | — | Erstveröffentlichung: 2. Mai 2025                          |            |
| 2025 | Schlimmster Mensch der Welt Anomalie, Pt. 1                                  | — | — | — | Erstveröffentlichung: 23. Mai 2025                         |            |
| 2025 | Mediocre Anomalie, Pt. 1                                                     | — | — | — | Erstveröffentlichung: 4. Juni 2025                         |            |

### Als Gastmusikerin
| Jahr | Titel Album                                                   | Höchstplatzierung, Gesamtwochen, AuszeichnungChartplatzierungen (Jahr, Titel, Album, Platzierungen, Wochen, Auszeichnungen, Anmerkungen, Frontcover) | Höchstplatzierung, Gesamtwochen, AuszeichnungChartplatzierungen (Jahr, Titel, Album, Platzierungen, Wochen, Auszeichnungen, Anmerkungen, Frontcover) | Höchstplatzierung, Gesamtwochen, AuszeichnungChartplatzierungen (Jahr, Titel, Album, Platzierungen, Wochen, Auszeichnungen, Anmerkungen, Frontcover) | Anmerkungen                                                                         | Frontcover |
| Jahr | Titel Album                                                   | DE | AT | CH | Anmerkungen                                                                         | Frontcover |
| ---- | ------------------------------------------------------------- | --- | --- | --- | ----------------------------------------------------------------------------------- | ---------- |
| 2017 | The Water Hideaway                                            | — | — | — | Erstveröffentlichung: 9. Juni 2017 I Heart Sharks feat. Madeline Juno               |            |
| 2019 | Sonne & Mond Sonne Mond Sterne • Tandem                       | — | — | — | Erstveröffentlichung: 25. Oktober 2019 Julian le Play feat. Madeline Juno           |            |
| 2022 | Solange wir fahren Novemberkind                               | — | — | — | Erstveröffentlichung: 25. Februar 2022 Alex Lys feat. Madeline Juno                 |            |
| 2022 | Jalousien Spirit of Ecstasy                                   | DE78 (1 Wo.)DE | — | — | Erstveröffentlichung: 25. März 2022 ART feat. Madeline Juno                         |            |
| 2022 | Better Days –                                                 | — | — | — | Erstveröffentlichung: 22. April 2022 als Teil von Wier                              |            |
| 2022 | Ein besserer Mensch Ku’damm 56 – Das Musical (Deluxe Edition) | — | — | — | Erstveröffentlichung: 13. Mai 2022 Peter Plate & Ulf Leo Sommer feat. Madeline Juno |            |
| 2022 | Mehr von dir –                                                | — | — | — | Erstveröffentlichung: 17. Juni 2022 Mike Singer feat. Madeline Juno                 |            |
| 2022 | Alles schon okay Gegen die Angst                              | — | — | — | Erstveröffentlichung: 16. September 2022 Blinker feat. Madeline Juno                |            |
| 2023 | Immer an dich geglaubt Hush Hush / Hamburg II                 | — | — | — | Erstveröffentlichung: 21. April 2023 Lina Maly feat. Madeline Juno                  |            |
| 2023 | Paula (Akustisch) –                                           | — | — | — | Erstveröffentlichung: 8. September 2023 Wilhelmine feat. Madeline Juno              |            |
| 2024 | 21 Gramm Das Ende der Welt                                    | — | — | — | Erstveröffentlichung: 1. März 2024 Klan feat. Madeline Juno                         |            |
| 2024 | In anderen Armen Frag für ne Freundin                         | — | — | — | Erstveröffentlichung: 12. September 2024 Ness feat. Madeline Juno                   |            |
| 2025 | What You Meant to Me –                                        | — | — | — | Erstveröffentlichung: 21. März 2025 Berre feat. Madeline Juno                       |            |
| 2025 | LiLiLiebe dafür oder dagegen                                  | — | — | — | Erstveröffentlichung: 17. April 2025 Mieze Katz feat. Madeline Juno                 |            |

## Musikvideos
| Jahr | Titel                       | Regie                                                               |
| ---- | --------------------------- | ------------------------------------------------------------------- |
| 2013 | Error                       | Paddy Kroetz (Original) Bora Dagtekin (Fack-ju-Göthe-Version)       |
| 2014 | Like Lovers Do              | Carina Steinmetz (2 Versionen)                                      |
| 2014 | The Unknown                 | Carina Steinmetz                                                    |
| 2014 | Same Sky                    | Carina Steinmetz                                                    |
| 2014 | Day One                     | Carina Steinmetz                                                    |
| 2014 | Always This Way             | Carina Steinmetz                                                    |
| 2014 | If This Was a Movie         | Carina Steinmetz                                                    |
| 2014 | Sympathy                    | Carina Steinmetz                                                    |
| 2014 | Another You                 | Carina Steinmetz                                                    |
| 2014 | Do It Again                 | Carina Steinmetz                                                    |
| 2016 | Stupid Girl                 | Philipp Gladsome (2 Versionen)                                      |
| 2016 | You Know What?              | Philipp Gladsome                                                    |
| 2016 | Waldbrand                   | Johannes Weber                                                      |
| 2017 | Für immer                   | Dagmar Seume                                                        |
| 2017 | No Words                    |                                                                     |
| 2017 | Still                       | Nico Koenen, Patrick Wulf                                           |
| 2017 | The Water                   | Pierre Beecroft, Pierre Laporté                                     |
| 2017 | Gift                        | Madeline Juno                                                       |
| 2017 | Halt mich fest              | Philipp Gladsome                                                    |
| 2018 | Borderline                  | Madeline Juno                                                       |
| 2019 | Gib doch nach               | Arrigo Reuss                                                        |
| 2019 | Automatisch                 | Arrigo Reuss                                                        |
| 2019 | Grund genug                 | Elias C. J. Köhler                                                  |
| 2019 | Sonne & Mond                | Jasmin Baumgartner                                                  |
| 2020 | Obsolet                     | Marvin Ströter                                                      |
| 2020 | Über Dich                   | Danny Jungslund                                                     |
| 2021 | Lass mich los               | Marvin Ströter (2 Versionen)                                        |
| 2021 | Tu was du willst            | Marvin Ströter                                                      |
| 2021 | Sommer, Sonne, Depression   | Marvin Ströter                                                      |
| 2021 | Nur kurz glücklich          |                                                                     |
| 2022 | Solange wir fahren          | Ben Wolf                                                            |
| 2022 | Jalousien                   | Dilnas Bilgic                                                       |
| 2022 | Mehr von dir                |                                                                     |
| 2022 | Alles schon okay            | Julian Larsson                                                      |
| 2023 | Ich sterbe zuerst           | Madeline Juno, Ben Wolf                                             |
| 2023 | Murphy’s Law                | Madeline Juno, Ben Wolf (Original, 2023) Borderlessss (Remix, 2024) |
| 2023 | Lovesong                    | Madeline Juno, Ben Wolf                                             |
| 2023 | Gewissenlos                 | Annika Yanura                                                       |
| 2023 | Versprich mir du gehst      | Mark Rudolph                                                        |
| 2023 | Nur zu Besuch               | Mark Rudolph                                                        |
| 2024 | Was weiß ich schon          | Ben Wolf                                                            |
| 2024 | 21 Gramm                    | Viktor Schanz                                                       |
| 2025 | Reservetank                 | Jakob Marwein                                                       |
| 2025 | Butterfly Effect            | Jakob Marwein                                                       |
| 2025 | Anomalie                    | Jakob Marwein                                                       |
| 2025 | Hab ich dir je gesagt…      | Jakob Marwein                                                       |
| 2025 | LiLiLiebe                   | Maria Mummert                                                       |
| 2025 | Fuck Marry Kill             | Ben Levien Wörmann                                                  |
| 2025 | Schlimmster Mensch der Welt | Ben Levien Wörmann                                                  |
| 2025 | Center Shock                | Ben Levien Wörmann                                                  |

## Autorenbeteiligungen
Madeline Juno als Autorin in den Charts

| Jahr | Titel Interpretation | Höchstplatzierung, Gesamtwochen, AuszeichnungChartplatzierungen (Jahr, Titel, Interpretation, Platzierungen, Wochen, Auszeichnungen, Anmerkungen) | Höchstplatzierung, Gesamtwochen, AuszeichnungChartplatzierungen (Jahr, Titel, Interpretation, Platzierungen, Wochen, Auszeichnungen, Anmerkungen) | Höchstplatzierung, Gesamtwochen, AuszeichnungChartplatzierungen (Jahr, Titel, Interpretation, Platzierungen, Wochen, Auszeichnungen, Anmerkungen) | Anmerkungen                         |
| Jahr | Titel Interpretation | DE | AT | CH | Anmerkungen                         |
| ---- | -------------------- | --- | --- | --- | ----------------------------------- |
| 2023 | June Becks           | DE68 (5 Wo.)DE | — | — | Erstveröffentlichung: 30. Juni 2023 |

## Promoveröffentlichungen
| Jahr | Titel Album              | Anmerkungen                             | Frontcover |
| ---- | ------------------------ | --------------------------------------- | ---------- |
| 2015 | Into the Night Salvation | Erstveröffentlichung: 27. November 2015 |            |
| 2016 | Salvation                | Erstveröffentlichung: 15. Januar 2016   |            |
| 2017 | No Words Salvation       | Erstveröffentlichung: 3. Februar 2017   |            |

## Sonderveröffentlichungen

### Alben
| Jahr | Titel Musiklabel                                                         | Anmerkungen                                            |
| ---- | ------------------------------------------------------------------------ | ------------------------------------------------------ |
| 2025 | Madeline Juno bei Sing meinen Song, Vol. 12 Music for Millions (Tonpool) | Erstveröffentlichung: 16. Mai 2025 Mini-TV-Kompilation |

| Jahr | Titel Musiklabel                           | Anmerkungen                                                                                       |
| ---- | ------------------------------------------ | ------------------------------------------------------------------------------------------------- |
| 2019 | Was bleibt (Fanbox) Embassy of Music (WMG) | Erstveröffentlichung: 5. September 2019 Inhalt: Was bleibt, Was bleibt (Akustik EP) + Merchandise |

### Lieder
| Jahr | Titel Album                                                   | Anmerkungen                                                                          |
| ---- | ------------------------------------------------------------- | ------------------------------------------------------------------------------------ |
| 2016 | The Water Hideaway                                            | Erstveröffentlichung: 11. November 2016 I Heart Sharks feat. Madeline Juno           |
| 2018 | Nüchtern Modus                                                | Erstveröffentlichung: 18. Mai 2018 Kayef feat. Madeline Juno                         |
| 2018 | Wimpernschlag Zuflucht                                        | Erstveröffentlichung: 22. Mai 2018 Patrikk feat. Madeline Juno                       |
| 2019 | Sonne & Mond Sonne Mond Sterne                                | Erstveröffentlichung: 15. November 2019 Julian le Play feat. Madeline Juno           |
| 2020 | Wie geht’s dir eigentlich Songpoeten Session                  | Erstveröffentlichung: 4. Dezember 2020 Florian Künstler feat. Madeline Juno          |
| 2021 | Hotel Vier                                                    | Erstveröffentlichung: 12. November 2021 Max Giesinger feat. Madeline Juno            |
| 2022 | Jalousien Spirit of Ecstasy                                   | Erstveröffentlichung: 6. Mai 2022 ART feat. Madeline Juno                            |
| 2022 | Ein besserer Mensch Ku’damm 56 – Das Musical (Deluxe Edition) | Erstveröffentlichung: 24. Juni 2022 Peter Plate & Ulf Leo Sommer feat. Madeline Juno |
| 2022 | Alles schon okay Gegen die Angst                              | Erstveröffentlichung: 16. September 2022 Blinker feat. Madeline Juno                 |
| 2023 | Solange wir fahren Novemberkind                               | Erstveröffentlichung: 29. September 2023 Alex Lys feat. Madeline Juno                |
| 2023 | Immer an dich geglaubt Hush Hush / Hamburg II                 | Erstveröffentlichung: 6. Oktober 2023 Lina Maly feat. Madeline Juno                  |
| 2024 | 21 Gramm Das Ende der Welt                                    | Erstveröffentlichung: 1. März 2024 Klan feat. Madeline Juno                          |
| 2024 | In anderen Armen Frag für ne Freundin                         | Erstveröffentlichung: 13. September 2024 Ness feat. Madeline Juno                    |
| 2025 | LiLiLiebe dafür oder dagegen                                  | Erstveröffentlichung: 9. Mai 2025 Mieze Katz feat. Madeline Juno                     |

| Jahr | Titel Album                                                                 | Anmerkungen                                                                                   |
| ---- | --------------------------------------------------------------------------- | --------------------------------------------------------------------------------------------- |
| 2020 | Last Christmas So klingt Weihnachten                                        | Erstveröffentlichung: 3. Dezember 2020 Original: Wham!                                        |
| 2023 | Du da im Radio Giraffenaffen 8                                              | Erstveröffentlichung: 15. September 2023 Original: Rolf Zuckowski und seine Freunde           |
| 2025 | Dein Hurra Sing meinen Song – Das Tauschkonzert, Vol. 12                    | Erstveröffentlichung: 16. Mai 2025 Original: Bosse                                            |
| 2025 | Ernten was wir säen Sing meinen Song – Das Tauschkonzert, Vol. 12           | Erstveröffentlichung: 16. Mai 2025 Original: Die Fantastischen Vier                           |
| 2025 | Fallschirm Sing meinen Song – Das Tauschkonzert, Vol. 12                    | Erstveröffentlichung: 16. Mai 2025 Original: MiA.                                             |
| 2025 | Liebe ist… Sing meinen Song – Das Tauschkonzert, Vol. 12 (Deluxe Edition)   | Erstveröffentlichung: 16. Mai 2025 Original: Finch feat. SDP                                  |
| 2025 | Someone Else Sing meinen Song – Das Tauschkonzert, Vol. 12 (Deluxe Edition) | Erstveröffentlichung: 16. Mai 2025 Original: ClockClock                                       |
| 2025 | Someone Else Sing meinen Song – Das Tauschkonzert, Vol. 12 (Deluxe Edition) | Erstveröffentlichung: 16. Mai 2025 mit ClockClock; Original: ClockClock                       |
| 2025 | Wonders Sing meinen Song – Das Tauschkonzert, Vol. 12                       | Erstveröffentlichung: 16. Mai 2025 Original: Michael Patrick Kelly                            |
| 2025 | Wonders Sing meinen Song – Das Tauschkonzert, Vol. 12 (Deluxe Edition)      | Erstveröffentlichung: 16. Mai 2025 mit Michael Patrick Kelly; Original: Michael Patrick Kelly |

| Jahr | Titel Soundtrack                    | Anmerkungen                            |
| ---- | ----------------------------------- | -------------------------------------- |
| 2013 | Error Fack ju Göhte                 | Erstveröffentlichung: 1. November 2013 |
| 2014 | Like Lovers Do Pompeii              | Erstveröffentlichung: 28. Februar 2014 |
| 2017 | Für immer Wendy – Der Film          | Erstveröffentlichung: 20. Januar 2017  |
| 2018 | So Strong You Are Wanted (Season 2) | Erstveröffentlichung: 18. Mai 2018     |

## Statistik

### Chartauswertung
|                     | DE    | AT    | CH    |
| ------------------- | ----- | ----- | ----- |
| Nummer-eins-Alben   | DE—DE | AT—AT | CH—CH |
| Top-10-Alben        | DE3DE | AT—AT | CH—CH |
| Alben in den Charts | DE7DE | AT1AT | CH2CH |

|                       | DE    | AT    | CH    |
| --------------------- | ----- | ----- | ----- |
| Nummer-eins-Singles   | DE—DE | AT—AT | CH—CH |
| Top-10-Singles        | DE—DE | AT—AT | CH—CH |
| Singles in den Charts | DE4DE | AT—AT | CH—CH |

Autorenbeteiligungen in den Singlecharts
Alle Interpretationen von Juno, die die Charts erreichten, wurden auch von ihr geschrieben.
|                       | DE    | AT    | CH    |
| --------------------- | ----- | ----- | ----- |
| Nummer-eins-Singles   | DE—DE | AT—AT | CH—CH |
| Top-10-Singles        | DE—DE | AT—AT | CH—CH |
| Singles in den Charts | DE5DE | AT—AT | CH—CH |